# کیمیاگر تمام‌فلزی
کیمیاگر تمام‌فلزی مجموعه تلویزیونی انیمه ۵۱ قسمتی و دو فیلم سینمایی به نام‌های کیمیاگر تمام‌فلزی فیلم: فاتح شامبالا، و ستاره مقدس میلوس هم توسط استودیوی بونز ساخته شده‌است. یک مجموعه تلویزیونی انیمهٔ  تمام‌فلزی: برادری به کارگردانی یاسوهیرو ایریه از آوریل ۲۰۰۹ تا ژوئیه ۲۰۱۰ از تلویزیون پخش شد.

## داستان

صحنه‌ای از قسمت ۳۱ مجموعه انیمه (ادوارد سمت راست و آلفونسو سمت چپ).

دو برادر به نام‌های اِدوارد و آلفونسو الریک، پس از مرگ مادرشان تصمیم می‌گیرند که وی را با کیمیاگری حیات دوباره ببخشند. به علت «قانون تبادل برابر» در کیمیاگری، آلفونسو کل بدنش و اِدوارد یک پای خود را از دست می‌دهد، و خود فرایند زنده‌سازی نیز با شکست کامل مواجه می‌شود. اِدوارد فداکاری می‌کند و دست راست خود را قربانی کرده تا روح برادر خود را درون یک زره قرار دهد. دو برادر برای بدست آوردن بدن‌های سابقشان، در جستجوی سنگ کیمیاگری روستای محل تولدشان را ترک می‌کنند.

## فضای داستان
کیمیاگر تمام‌فلزی در شهری تخیلی به نام آمستریس (アメストリス, Amesutorisu) اتفاق می‌افتد. در این دنیا، کیمیاگری یکی از محبوب‌ترین علوم است. کیمیاگرانی که برای دولت کار می‌کنند بعنوان کیمیاگر ایالتی شناخته می‌شوند. به همین خاطر در ارتش درجه سرگرد را دارند. کیمیاگران به کمک اشکالی که دایره تبدیل نام دارد، توانایی خلق تقریباً هرچیزی که اراده کنند را دارند. اما برای این کار، طبق قانون مبادله یکسان باید چیزی به ارزش یکسان در اختیار داشته باشند. تنها چیزی که کیمیاگران اجازه تبدیل آن را ندارند، انسان و طلا است. در تاریخ هرگز اشاره‌ای به تبدیل موفقیت‌آمیز یک انسان نشده. کسانی که دست به همچین عملی می‌زنند یک عضو بدنشان را از دست می‌دهند و نتیجه کار هم یک موجود غیرانسانی است. این افراد با حقیقت مواجه می‌شوند، موجودی که جدا از تعاریف دینی تقریباً شبیه به خدا بنظر می‌رسد و تمام علم کیمیا را کنترل می‌کند. در این انیمه حقیقت شبیه خدایی درآمده که افراد خاطی در عمل کیمیاگری را تنبیه می‌کند.
این افراد همچنین از دروازه حقیقت عبور می‌کنند، و در این پروسه اطلاعات زیادی بدست میآورند، علاوه بر آن این توانایی را پیدا می‌کنند که بدون دایره تبدیل کیمیاگری کنند. با در دست داشتن سنگ کیمیا می‌شود قانون مبادله یکسان را تا حدودی دور زد، سنگی قرمز و مرموز. با این سنگ توانایی ساخت ابر انسان بدست میآید، موجوداتی نامیرا که پیر نمی‌شوند و تنها در صورتی می‌توان آنها را کشت که سنگ کیمیای آنها را نابود کنید.
شهرهای متععدی در آمستریس وجود دارد. داستان اصلی در شهر مرکزی رخ می‌دهد، به همراه چند شهر شمالی ارتشی مانند شهر بریگز. شهرهای دیگر این داستان عبارت‌اند از: رزمبول (Resembool)، روستایی که زادگاه برادران الریک است، لیور (Liore)، شهری که با فریب و نیرنگ پیرو یک مذهب می‌شوند، راش ولی (Rush Valley)، شهری که تخصص آن در ساخت اتومیل است، و ایشبال، منطقه‌ای مذهبی و محافظه کار که کیمیاگری را قبول ندارند. این شهر در جریان جنگ داخلی ایشبالان نابود شد، جنگی که با شلیک یک سرباز به کودکی ایشبالانی جرقه خورد.